# Karma (boogschutter)
Karma (Trashiyangste, 6 juni 1990) is een voormalig boogschutster uit Bhutan.

## Carrière
Karma nam in 2016 deel aan de Olympische Spelen waar ze in de eerste ronde werd verslagen. Ze was tijdens de openingsceremonie vlaggendraagster voor Bhutan. Ze slaagde zich opnieuw te kwalificeren voor de Spelen van 2020 in Tokio waar ze onderuit ging in de eerste ronde.
Ze nam zowel in 2013 als 2015 deel aan het wereldkampioenschap. Ze stopte na de Olympische Spelen in 2021.

## Resultaten

### Olympische Spelen
Individueel
- 2016: 1e ronde (verloren van Toejana Dorzjiejeva met 3-7)
- 2020: 1e ronde (verloren van Deepika Kumari met 0-6)

### Wereldkampioenschap
Individueel
- 2013: 1e ronde (verloren van Leidys Brito met 0-6)
- 2015: 1e ronde (verloren van Wu Jiaxin met 5-6)

### Aziatisch kampioenschap
Individueel
- 2015: 2e ronde (verloren van Ariunbileg Nyamjargal met 4-6)
- 2017: 2e ronde (verloren van Parmida Ghassemi met 0-6)
- 2019: 1e ronde (verloren van Munira Nurmanova met 3-7)

### Aziatische Spelen
Individueel
- 2018: 1e ronde (verloren van Firuza Zubaydova met 3-7)